# Tapabalazo

Nº 4. Tapabalazo

En marina se llama tapabalazo al taco o trozo de madera redondo, cortado según el diámetro de las balas, que envuelto en estopa se introduce en el agujero que estas hacen en el casco del buque para impedir la entrada del agua. 
También hay otro tapabalazo llamado de mares, que es una especie de almohadón o saco de lona relleno de estopa y con los marcos de hierro, y se emplea para tapar un balazo debajo de la lumbre del agua, tanteando desde la borda el sitio donde se halla por medio de guías, con que se va conduciendo toda la armazón, hasta que acertado el lugar, el empuje del fluido hace que se introduzca la lona en el agujero y le tapa.